# Pierre Desproges
Pierre Desproges (Pantin, 1939 - París, 1988) fue un humorista francés conocido por su humor negro y su forma de hablar muy literaria. En su tiempo, colaboró con otros artistas franceses como Guy Bedos, Thierry Le Luron, la editorial de Charlie-hebdo, Daniel Prevost, Claude villers o Luis Rego, antes de morir de un cáncer. Fue enterrado en el cementerio del Père-Lachaise, en París.

## Obras
(Todas las obras están disponibles en francés)
- Le Petit Reporter (El pequeño periodista), 1981,
- Grandes gueules par deux (Grandes bocas para dos), 1981, (textos, dibujos de Ricord, Morchoisme y Mulatier)
- Des Femmes qui tombent (Mujeres que caen), 1985, (novela)
- La Minute nécessaire de monsieur Cyclopède (El minuto necesario del Señor Cyclopède), 1995, (textos cortos), reeditado en 1999 ; 
  - Los archivos disponibles en DVD (en francés) son:L'indispensable encyclopédie de monsieur Cyclopède (La indispensable enciclopedia del señor Cyclopède).
- Les Bons Conseils du professeur Corbiniou (Los buenos consejos del profesor Corbiniou)
- Les Réquisitoires du Tribunal des flagrants délires (El tribunal de las risas flagrantes) en dos volúmenes.
- Chroniques de la haine ordinaire (Crònicas del odio ordinario).
- Manuel du savoir-vivre à l'usage des rustres et des malpolis (Manual de educación dedicado a los estúpidos y maleducados)
- Vivons heureux en attendant la mort (Vivamos felices esperando la muerte)
- Dictionnaire superflu à l'usage de l'élite et des biens nantis (Diccionario superfluo dedicado a los ricos y los burgueses)
- Pierre Desproges, La scène (Pierre Desproges, la escena), reeditado en doble CD.

- Datos: Q2196
- Multimedia: Pierre Desproges / Q2196